# 開口端補正
開口端補正（かいこうたんほせい、英: end correction）とは、音響学において端が開いた気柱の音響共鳴が気柱の物理的な長さとは異なる長さに対応する振動数で起こる現象のこと、またその長さの変化量のこと。開口端補正の大きさは気柱の半径の0.6倍から0.8倍程度である。

## 概要
フルートやクラリネット、ホルンなどの管楽器が発する音は、楽器内部の空気の振動（音波）が共鳴条件（音響共鳴）を満たすように発生する。例えば両端が閉じた円筒形の気柱では、共鳴振動数は
{\displaystyle f={\frac {n}{2}}{\frac {c}{L}}\ \ (n=1,2,3,\cdots )}
となる（{\displaystyle L} は気柱の長さ）。一方、気柱の一方の端が開いているときにはこれは、端点からのエネルギー散逸を無視すると、端点で圧力がゼロであるという境界条件を課すことにより、振動数
{\displaystyle f={\frac {2n-1}{4}}{\frac {c}{L}}\ \ (n=1,2,3,\cdots )}
で生じることが導かれる。しかし実際にはこの結果は正確ではなく
{\displaystyle f={\frac {2n-1}{4}}{\frac {c}{L+l_{\mathrm {E} }}}\ \ (n=1,2,3,\cdots )}
という条件で音響共鳴が起こる。これは気柱の長さが幾何学的な長さ {\displaystyle L} ではなくそれより {\displaystyle l_{\mathrm {E} }} だけ大きいかのように振る舞っていることを意味する。この長さ {\displaystyle l_{\mathrm {E} }} を開口端補正と呼ぶ。これは気柱内部の波がその慣性によって気柱外部の空気をも振動させることによって生じる（#原理節を参照）。

## 開口端補正の値
開口端補正の大きさはノズルの幾何学的構造によって異なる。開口端補正の値は実験的に求められるが、理論的に計算することも可能であり、グリーン関数やウィーナー・ホップの方法を用いる手法が知られている。
両端にフランジがある円柱の場合の開口端補正は
{\displaystyle l_{\mathrm {E} }\approx 0.8242a}
である。これはレイリー卿によって初めて求められた。一方フランジなし円筒形の気柱の開口端補正の大きさは、円筒の半径を {\displaystyle a} として
{\displaystyle l_{\mathrm {E} }=-{\frac {a}{\pi }}\int _{0}^{\infty }{\frac {1}{z^{2}}}\ln[2K_{1}(z)I_{1}(z)]dz\approx 0.6127a}
により与えられる。ここに {\displaystyle K_{1}} および {\displaystyle I_{1}} は変形ベッセル関数である。この結果は1948年に Harold Levine およびジュリアン・シュウィンガーによって導かれた。

## 原理
以下では単色波の波長が気柱の半径よりも十分に長い場合に開口端補正の大きさを求めるレイリーの方法に沿って開口端補正の原理について説明する。ここでは音圧ではなく速度ポテンシャル {\displaystyle \varphi } を用いて議論する。
気柱内の音波は波数 {\displaystyle k} の平面波の重ね合わせにより与えられる。
{\displaystyle \varphi (x)=e^{ikx}+Re^{-ikx}}
係数 {\displaystyle R} が開口端での反射係数である。一方, 開口端を出た波は、遠方では球面波
{\displaystyle \varphi (x)=\delta {\frac {A}{4\pi }}{\frac {e^{ikr}}{r}}}
へと漸近する。ここに {\displaystyle A} は開口端の断面積である。
開口端付近では解はこれらのいずれと異なる形を取る。特に、この領域を音波の波長 {\displaystyle \lambda } より十分小さく取るとき,
流れは非圧縮性であるものとみなすことができ、その解をラプラス方程式を解くことにより陽に求めることができる。それを
{\displaystyle \varphi (x)=\beta +\gamma \psi (x)}
という形に書くとき、解 {\displaystyle \psi (x)} は一般に気柱内側では漸近形
{\displaystyle \psi (x)\sim x-l_{\mathrm {E} }}
を、気柱外では漸近形
{\displaystyle \psi (x)\sim -{\frac {A}{4\pi }}{\frac {e^{ikr}}{r}}}
を持ち、上述の解と漸近接続することが可能である。その結果、反射係数 {\displaystyle R} は
{\displaystyle R=-\exp \left(2ikl_{\mathrm {E} }-k^{2}{\frac {A}{4\pi }}\right)}
と定まる。この結果は、開口端から気柱の外へと放射される単位時間当たりの音波のエネルギーの割合が、
{\displaystyle a\sim {\sqrt {A/\pi }}} を気柱の半径として
{\displaystyle 1-\exp \left(-{\frac {1}{\pi }}k^{2}A\right)\sim (ka)^{2}}
により与えられることを意味している。これは気柱の半径が音波の波長に比べて十分小さいならば（すなわち {\displaystyle ka\ll 1} ならば）無視できる。さらに、そのとき気柱内の音波は
{\displaystyle e^{ikx}-e^{-ik(x-2l_{\mathrm {E} })}=2ie^{ikl_{\mathrm {E} }}\sin\{k(x-l_{\mathrm {E} })\}}
となり、開口端補正 {\displaystyle l_{\mathrm {E} }} だけ長い気柱であるかのように定常波を形成する。

## 歴史
開口端補正はオルガンのパイプにおける音響共鳴の研究から見出された。パイプからの音について調べた初期の研究者としてはダニエル・ベルヌーイやレオンハルト・オイラー、ジョゼフ＝ルイ・ラグランジュがいるものの、開口端において音圧がゼロになると考えていたため、彼らの理論は実験と整合しなかった。シメオン・ドニ・ポアソンは開口端で音圧がゼロになるという仮定が破綻しているものと考え、1817年にパイプ内の平面波がパイプ外まで広がっているという考え方を導入した。1859年にヘルマン・フォン・ヘルムホルツはヘルムホルツ方程式にグリーンの定理を適用することで実験と整合する開口端補正の理論を構築した（この成果は翌年に出版された）。
1870年にレイリー卿はヘルムホルツ共鳴器に関する研究の中で開口端補正について詳しく議論している。彼はフランジつきの共鳴器について開口端補正の値を {\displaystyle l_{\mathrm {E} }\approx 0.85a} と求めている。レイリー卿および同時代の成果は著書「The Theory of Sound」の第2巻にまとめられた。
実験的にフランジなしの開口端補正の値を求める試みは20世紀前半まで継続的に行われた。1879年に Blaikley は 0.576 を、1910年に Boehm は 0.656 を、1930年代に Bate は 0.66 を報告している。1948年に Harold Levine およびジュリアン・シュウィンガーはフランジなし開口端補正の理論的表式を導出し、その値を数値的に評価することによって 0.6133 という結論を得た。なお1960年にYukichi Nomuraらは、シュウィンガーらの成果を受け、フランジありの開口端補正が
{\displaystyle {\frac {\pi }{4}}<l_{\mathrm {E} }<{\frac {8\pi }{3}}}
を満足することを示した。
1953年に Ingard はヘルムホルツ共鳴器の内側の開口端補正について研究し、共鳴器の首の大きさが胴体に比べて十分小さいとみなせない場合にはそれが外側の開口端補正とは一致しないことを見出した。